# گمینا ایژانزه
گمینا ایژانزه (به لهستانی:  Gmina Irządze) یک گمینا در لهستان است که در شهرستان زاویرچیه واقع شده‌است. گمینا ایژانزه ۷۳٫۵۵ کیلومتر مربع مساحت و ۲٬۹۲۰ نفر جمعیت دارد.